# Архиепархия Наксоса, Андроса, Тиноса и Миконоса
 Архиепархия Наксоса, Андроса, Тиноса и Миконоса  (лат. Archidioecesis Corcyrensis, Zacynthiensis et Cephaloniensis) — архиепархия Римско-Католической церкви c центром в городе Ксинара, остров Тинос, Греция. Архиепархия Наксоса, Андроса, Тиноса и Миконоса распространяет свою юрисдикцию на острова Андипарос, Андрос, Аморгос, Делос, Миконос, Наксос, Парос и Тинос. В митрополию Наксоса, Андроса, Тиноса и Миконоса входят епархии Крита, Санторини, Сироса и Милоса, Хиоса. Кафедральным собором архиепархии Наксоса, Андроса, Тиноса и Миконоса является церковь Пресвятой Девы Марии Розария. Архиепархия объединяет 30 приходов, из которых 25 находятся на острове Тинос.

## История
Архиепархия возникла в XIII веке в результате объединения различных церковных структур. До X века эти структуры были византийского обряда. Согласно Annuario Pontificio епархии Андроса и Пароса были образованы в IV веке, епархия Тиноса — в IX веке, епархия Наксоса — в XIII веке. После начала Крестовых походов и когда территории, на которых находились эти структуры, вошли в состав Венецианской республики, эти епархии постепенно были преобразованы в латинский обряд.
В XIII веке епархия Наксоса распространила свою юрисдикцию на остров Парос. В 1616 году, когда турки захватили Наксос, на острове при общей численности населения около 8000 человек, католиков латинского обряда насчитывалось около 160 человек. К концу XVII века на Наксосе проживало около 1000 католиков. В 1744 году число католиков уменьшилось до 400 человек.
На острове Андрос в 1630 году при общей численности населения 15.000 человек, католиков было только 66 человек. Кафедральным собором епархии Андроса была церковь Пресвятой Девы Марии и святого апостола Андрея. В 1672 году, когда турки захватили остров, численность населения острова уменьшилось до 6.000 человек, католиков при этом было несколько человек. В XVII веке епархия Андроса вошла в митрополию Наксоса. Последний епископ епархии Андроса умер в турецком заключении в конце XVIII века. Епархия Андроса оставалась вакантной до объединения с архиепархией Наксоса.
Епархии Тиноса и Миконоса были объединены в одну епархию Римским папой Бонифацием IX. В начале XVIII века на острове Тинос насчитывалось около 2000 человек, большинство из которых были католиками. В 1715 году на Тиносе турки разрушили собор Святого Спасителя.
3 июня 1919 года Римский папа Бенедикт XV выпустил бреве Quae rei sacrae, которым объединил епархии Наксоса, Андроса, Тиноса и Миконоса в единую архиепархию Наксоса, Андроса, Тиноса и Миконоса.

## Ординарии архиепархии
- епископ Ниолас де Нойя (1505—1515);
- епископ Пьетро Мартире Джустиниани (10.12.1691 — 10.05.1700);
  - Sede vacante
- епископ Бинкентиос Коресси (1.10.1800 — 12.10.1814);
- епископ Андреа Веджетти (8.03.1816 — 15.11.1838);
- епископ Лоренцо Бергеретти (24.03.1864 — ?);
- епископ Джузеппе Заффино (30.07.1875 — ?);
- епископ Филиппо Камассей (18.03.1904 — 6.12.1906) — назначен латинским патриархом Иерусалима;
- епископ Леонард Бриндизи (30.03.1909 — 3.07.1919);
- архиепископ Маттео Видо (3.07.1919 — 18.09.1924);
- архиепископ Алессандро Гуидати (15.07.1929 — 22.02.1947);
- архиепископ Иоаннис Филиппуссис (29.05.1947 — 6.11.1959);
- архиепископ Иоаннис Перрис (24.10.1960 — 29.04.1993);
- архиепископ Николаос Принтезис (29.04.1993 — по настоящее время).

## Источник
- Annuario Pontificio, Libreria Editrice Vaticana, Città del Vaticano, 2003, ISBN 88-209-7422-3
- Бреве Quae rei sacrae Архивная копия от 28 апреля 2011 на Wayback Machine, AAS 11 (1919), стр. 263  (лат.)